# Odontotrypes arnaudi
Odontotrypes arnaudi is een keversoort uit de familie mesttorren (Geotrupidae). De wetenschappelijke naam van de soort werd in 2006 gepubliceerd door Henry Fuller Howden.